# Spencer Stuart
Spencer Stuart è una società privata statunitense di consulenza aziendale, specializzata nel reclutamento di figure dirigenziali e di alto-funzionariale da collocare in posti di responsabilità e di potere. Fondata nel 1956, ha la sua sede principale a Chicago.

## Influenza
Secondo il Wall Street Journal, Spencer Stuart ha avuto un ruolo predominante nella scelta delle figure destinate a sostituire dirigenti, amministratori, e alti funzionari, di società finanziarie in fallimento negli anni 2000.
Tra le aziende che hanno fatto uso dei suoi servizi vi è stata anche Yahoo!, il cui consiglio di amministrazione ha incaricato Spencer Stuart, nel giugno 2012, di reperire un nuovo dirigente con cui sostituire il CEO Scott Thompson.

## Legami con i poteri politici
Sebbene appaia come una società di consulenza, il suo ruolo, secondo alcuni commentatori della stampa, avrebbe un forte impatto sulla politica e sulla finanza mondiale, visto lo stretto legame intrattenuto con sodalizi politici e personalità di spicco.
In Italia, ad esempio, sarebbe in stretto legame con Gianni Letta ed Enrico Letta, oltre che con altre figure della finanza e dell'economia.
Sempre in Italia, avrebbe ricevuto in appalto il delicato compito di selezionare e vagliare le candidature di ben 350 persone da collocare in ruoli chiave delle tecnostrutture legate al governo